# هربرت هوكينز
هربرت هوكينز (9 يناير 1876 - 1933) (بالإنجليزية: Herbert Hawkins)‏ هو لاعب كريكت بريطاني.

## وصلات خارجية
- هربرت هوكينز على موقع إي آس بي آن كريك إنفو (الإنجليزية)